# کریسنسیو سامرویل
کریسنسیو سامرویل (انگلیسی: Crysencio Summerville؛ زادهٔ ۳۰ اکتبر ۲۰۰۱) بازیکن فوتبال اهل پادشاهی هلند است.
از باشگاه‌هایی که در آن بازی کرده است می‌توان به باشگاه فوتبال دوردرخت اشاره کرد.
وی همچنین در تیم‌های ملی فوتبال زیر ۱۷ سال هلند، زیر ۱۷ سال هلند، زیر ۱۹ سال هلند، زیر ۱۹ سال هلند، و زیر ۲۱ سال هلند بازی کرده است.

## دوران باشگاهی

### فاینورد
کریسنسیو سامرویل در روتردام به دنیا آمد و والدینی آفریفایی-سورینامی داشت. او فوتبال جوانان را در نوردرکوریتر بازی کرد و در سال ۲۰۰۸ به آکادمی باشگاه فوتبال فاینورد پیوست. در مارس ۲۰۱۸، او اولین قرارداد حرفه‌ای خود را با فاینورد امضا کرد؛ قراردادی که تا تابستان ۲۰۲۱ اعتبار داشت.
در ۱۲ دسامبر ۲۰۱۸، او به صورت قرضی تا پایان فصل به باشگاه فوتبال دوردرخت پیوست. او در ۱۳ ژانویه ۲۰۱۹، در یک بازی مقابل دن بوش به عنوان بازیکن تعویضی در دقیقه ۷۰ وارد زمین شد و اولین بازی خود در لیگ دسته اول فوتبال هلند را برای دوردرخت انجام داد. در ۲۹ ژانویه ۲۰۱۹، او اولین بازی خود در ترکیب اصلی را برای این باشگاه انجام داد و در دقیقه ششم اولین گل خود به عنوان یک بازیکن حرفه‌ای را به ثمر رساند.
در اوت ۲۰۱۹، او به صورت قرضی به باشگاه باشگاه فوتبال ادو دن هاخ پیوست. او در ۳۱ اوت ۲۰۱۹ در یک پیروزی ۱–۰ مقابل فلنو برای این باشگاه به میدان رفت. در ۲۶ اکتبر ۲۰۱۹، او اولین گل خود در لیگ برتر فوتبال هلند را برای باشگاه فوتبال ادو دن هاخ در پیروزی ۲–۰ مقابل باشگاه فوتبال ویتسه آرنهایم به ثمر رساند و به جوان‌ترین گلزن این باشگاه در لیگ برتر تبدیل شد. او در دوران حضورش در این باشگاه عملکرد خوبی داشت و دو گل به ثمر رساند و سه پاس گل نیز داد.
او در پایان دوره قرضی‌اش به فاینورد بازگشت و قبل از فصل ۲۰۲۱–۲۰۲۰، در ۱۷ اوت ۲۰۲۰ گزارش شد که سامرویل پیشنهاد تمدید قرارداد جدید باشگاه فوتبال فاینورد را رد کرده است.

### لیدز یونایتد
در ۱۶ سپتامبر ۲۰۲۰، سامرویل با مبلغی نامشخص به باشگاه فوتبال لیدز یونایتد پیوست و قراردادی سه ساله امضا کرد.
او در ۱۷ سپتامبر ۲۰۲۱ در برابر نیوکاسل یونایتد در لیگ برتر، به عنوان یار تعویضی به‌جای رافینیا دیاز در دقیقه ۶۷ به میدان رفت.
در اوت ۲۰۲۲، سامرویل با لیدز قراردادی جدید تا سال ۲۰۲۶ امضا کرد.
در ۲۳ اکتبر ۲۰۲۲، سامرویل اولین گل خود در لیگ برتر فوتبال انگلستان را در جریان شکست ۳–۲ مقابل باشگاه فوتبال فولام در الند رود به ثمر رساند. در ۲۹ اکتبر، او گل پیروزی بخش را در دقیقه ۸۹ در پیروزی ۲–۱ مقابل باشگاه فوتبال لیورپول به ثمر رساند و این پیروزی، اولین پیروزی باشگاهش در ورزشگاه آنفیلد از آوریل ۲۰۰۱ بود و به‌طور هم‌زمان، پایان ۲۸ بازی بدون باخت لیورپول در خانه در لیگ برتر بود. در ۵ نوامبر ۲۰۲۲، او گل پیروزی‌بخش دیگری را به ثمر رساند و باعث پیروزی ۴–۳ لیدز در خانه مقابل باشگاه فوتبال بورنموث شد. گل او در شکست ۴–۳ لیدز در برابر تاتنهام در ۱۲ نوامبر، مجموع گل‌های لیگ او را به چهار گل در چهار بازی متوالی رساند، در حالی که لیگ برتر به دلیل آغاز جام جهانی به تعطیلات رفت. با این حال، او در ادامه فصل دیگر نتوانست گلزنی کند و اغلب تعویض می‌شد یا وقتی در ترکیب اصلی نبود، معمولاً به عنوان جایگزین مستقیم در نیمه دوم به میدان می‌آمد؛ لیدز یونایتد در این دوره از فرم ضعیفی رنج می‌برد و در نتیجه از لیگ برتر سقوط کرد.
سامرویل در ۲۱ اکتبر ۲۰۲۳ در یک پیروزی ۳–۲ در کارو رود دو گل در هشت دقیقه به ثمر رساند. این اولین بار از مه ۲۰۲۱ بود که لیدز سه پیروزی متوالی داشت و به مقام سوم در چمپیونشیپ صعود کرد. او یک هفته بعد با دو گل دیگر، که هر دو را در نیمه اول به ثمر رساند، در پیروزی ۴–۱ خانگی تیم مقابل باشگاه فوتبال هادرزفیلد تاون نقش داشت. سامرویل همچنین در تیم لیدز نقش مؤثری ایفا کرد، جایی که پس از یک پاس گل به جوئل پیرو در پیروزی ۲–۱ مقابل باشگاه فوتبال پلیموث آرگیل در ۱۱ نوامبر ۲۰۲۳، در پنجمین بازی متوالی گل‌زنی کرد. در سال ۲۰۲۴، لیدز ۱۶ بازی پیاپی بدون باخت را تجربه کرد که سامرویل در هر شانزده بازی به میدان رفت و این روند در یک شکست ۲–۱ مقابل باشگاه فوتبال کاونتری تاون در آوریل به پایان رسید. پس از آن، لیدز دچار روند ضعیفی شد و تنها یک پیروزی در شش بازی به دست آورد، که پیروزی در میدلزبرو بود، جایی که سامرویل دو گل و یک پاس گل در یک نتیجه دراماتیک ۳–۴ به ثمر رساند. لیدز در این فصل در مقام سوم قرار گرفت و سامرویل به عنوان بازیکن فصل چمپیونشیپ و در تیم منتخب فصل چمپیونشیپ ۲۰۲۴ انتخاب شد. در مرحله دوم نیمه‌نهایی پلی‌آف چمپیونشیپ، او گل چهارم را در پیروزی ۴–۰ مقابل باشگاه فوتبال نوریچ سیتی در ۱۶ مه به ثمر رساند. پس از پیروزی، لیدز به فینال پلی‌آف راه یافت، جایی که در ۲۵ مه با نتیجه ۰–۱ به باشگاه فوتبال ساوت‌همپتون باخت. این باخت به پایان امیدهای بازگشت به لیگ برتر انجامید. او فصل را با ۲۱ گل و ۱۰ پاس گل در ۴۹ بازی به پایان رساند و به عنوان بهترین گلزن برای تیمش شناخته شد.

### وست هم یونایتد
در ۳ اوت ۲۰۲۴، سامرویل به باشگاه لیگ برتری باشگاه فوتبال وستهام یونایتد پیوست و مبلغی بیش از ۲۵ میلیون پوند برای انتقال او پرداخت شد. او قراردادی پنج ساله با گزینه‌ای جهت تمدید برای سال ششم امضا کرد.
او در ۱۷ اوت اولین بازی خود برای وستهام را انجام داد و در دقیقه ۷۳ به عنوان تعویضی برای جارود باون، در جریان شکست خانگی ۲ بر ۱ مقابل باشگاه فوتبال استون ویلا وارد زمین شد.